# Monster (嵐)
《Monster》是嵐的第30枚單曲。於2010年5月19日發行。唱片公司為J Storm。

## 解說
- 與前作Troublemaker相距約2個月。為2010年的第二張單曲
- 與前作一樣，分初回限定盤、通常盤2種形態發售。每種版本除收入「Monster」、「螺旋墜落」2曲外，初回限定盤附贈「Monster」的PV及幕後製作花絮，通常盤再加上2曲的原版卡拉OK一共4曲。
- 主打歌是成員大野智主演、日本電視台週六晚間九點《怪物王子》的主題曲。
- 在第61回NHK紅白歌合戰以組曲形式演唱（Troublemaker + Monster）

### 主要紀錄
- 於2010年5月31日截止的日本公信榜單曲週榜取得冠軍，週間銷售達54.3萬張，取得週榜第一名，是自「PIKA★★NCHI DOUBLE」以來連續第19張、合共第26張冠軍作品。

## 收錄曲

### 通常版
1. Monster
作詞：UNITe・Sean-D
作曲：CHI-MEY
編曲：Taku Yoshioka・Hirofumi Sasaki
日本電視台系連續劇《怪物小王子》主題曲
2. 螺旋墜落
作詞：小川貴史
Rap詞：櫻井翔　
作曲：三留一純
編曲：ha-j
3. Monster（Original Karaoke）
4. 螺旋墜落（Original Karaoke）

### 初回限定版

#### CD
1. Monster
2. 螺旋墜落

#### DVD
1. Monster（PV+製作花絮）